# Paulo Pires (cantor)
Paulo Henrique da Silva Pires (03 de setembro de 1986), mais conhecido como Paulo Pires, é um cantor, compositor e produtor musical brasileiro que nasceu em Goiânia.
Começou sua carreira aos 12 anos de idade, cantando em reuniões familiares e na igreja tendo a infância marcada pela música com influências de familiares e amigos. Aos 19 anos começou a compor suas primeiras músicas que, anos depois, virariam grandes hits.
Em 2020, junto com a Best Produções Artísticas, Paulo Pires decidiu retomar sua carreira como cantor, com o lançamento do single “Coração  Besta”, que acumula execuções no Spotify.
Nessa mesma época começou a fazer sucesso com a canção “Ameaça”, que  recebeu o certificado triplo de Diamante por suas mais de 650 milhões de execuções em todas as plataformas digitais e alcançou o Top 200 global ocupando as primeiras posições no Spotify. Com a música que foi gravada em parceria com a funkeira MC Danny e o sertanejo Marcynho Sensação estreou como cantor do piseiro-sertanejo.
Emplacou várias músicas nas paradas de todo o país como as canções “O Araguaia”, “De Pisadinha em Pisadinha”, “Raparigagem” e “Pane no Sistema”, em parceria com o cantor Grego.
É compositor de letras como: “Ciumeira”, lançada na voz de Marília Mendonça em 2018, “Homem de Família”, interpretada por Gusttavo Lima, “Não Deixo Não”, de Mano Walter, entre outros grandes sucessos.